# کلیسای پطروس پولیس
کلیسای پطروس پولیس مربوط به سده‌های اولیه دوران‌های تاریخی پس از اسلام است و در شهرستان اورمیه، روستای کلیساکندی واقع شده و این اثر در تاریخ ۲۳ بهمن ۱۳۸۰ با شمارهٔ ثبت ۴۷۹۰ به‌عنوان یکی از آثار ملی ایران به ثبت رسیده‌است.
کلیسای پطروس و پولوس در 5 کیلومتری جادهٔ آسفالتهٔ ارومیه - بندر گلمانخانه قرار دارد و توسط مربختیشوع حکیم، از پزشکان هارون الرشید، خلیفهٔ عباسی در سدهٔ ۸ میلادی ساخته شده‌است. این کلیسا که به نام “‌پطروس و پولوس“ از حواریون عیسی مسیح نامیده می‌شود از قدیمی‌ترین کلیساهای آشوری است. در اطراف این کلیسا بیمارستان و کتابخانه‌ای وجود داشته و مصالح به کار رفته در کلیسا تماماً از نوع سنگ لاشه و قلوه سنگ نامنظم است که با ملاط ماسه و آهک کار شده و با نوعی گچ قسمت بیرونی و داخلی آن به صورت لایه ضخیم اندود شده‌است. ورودی بنا به طرف جنوب و دارای مقرنس کاری زیبایی از نوع گچ و سقف آن سنگی و به صورت تاق گهواره‌ای است.